# Calliclinus nudiventris
Calliclinus nudiventris är en fiskart som beskrevs av Fernando Cervigón och Pequeño, 1979. Calliclinus nudiventris ingår i släktet Calliclinus och familjen Labrisomidae. IUCN kategoriserar arten globalt som livskraftig. Inga underarter finns listade.